# Списак брда у Београду
Ово је списак брда у Београду.
- Баново брдо
- Бањичко брдо (Бањица)
- Бело брдо
- Велико брдо
- Водичко брдо
- Врачарско брдо (Врачар)
- Глумчево брдо
- Голо брдо
- Дедињско брдо (Дедиње)
- Ерино брдо
- Жуто брдо
- Звездарско брдо (Звездара)
- Јулино брдо
- Калемегданско брдо (Калемегдан)
- Канарево брдо
- Лабудово брдо
- Лекино брдо (Пашино брдо)
- Лисасто брдо
- Лозовичко брдо
- Малешко брдо
- Милићево брдо
- Митрово брдо
- Морачко брдо
- Никино брдо
- Орлово брдо
- Петлово брдо
- Становачко брдо
- Старац-Васино брдо
- Стојчино брдо
- Топчидерско брдо (Топчидер)
- Ћуртово брдо